# Yeshivá

Hay que establecer maestros de niños en cada ciudad y población. Toda ciudad en la que no haya niños que estudien Torá, se aísla como sus habitantes hasta que establezcan maestros para los niños. Si no lo hacen, la ciudad se destruye, pues "el mundo se mantiene sólo por el aliento de las bocas de los niños que estudian Torá" ... como expone: “Hashem deseó, en aras de Su justicia, que la Torá se incremente y sea gloriosa”
Rambam

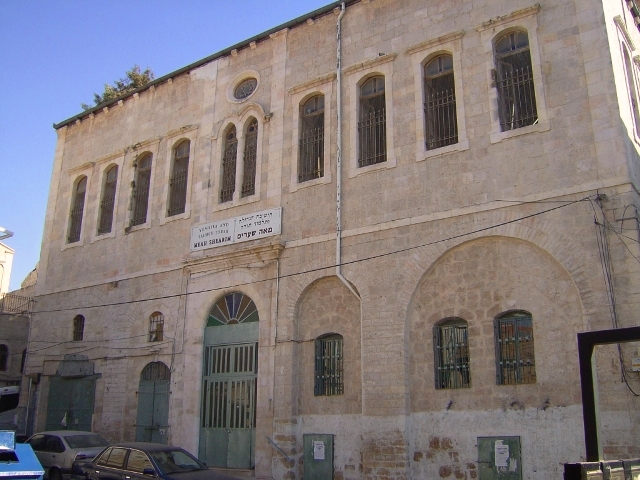
Yeshivá de Mea Shearim y Talmud Torá (Jerusalén, Israel).

Una yeshivá (en hebreo: ישיבה) (en plural: yeshivot) (en yidis: ישיבע) es un centro de estudios de la Torá y del Talmud generalmente dirigida a varones en el judaísmo ortodoxo. También se las suele conocer como escuelas talmúdicas.

## Facultad
Cada yeshivá está dirigida generalmente por un rav —llamado rosh yeshivá (literalmente ‘cabeza de yeshivá’)—, aunque en algunas puede haber más de uno. A los instructores se les denomina rebeim (en yidis) o bien ramim (en hebreo). En la facultad de la mayoría de las yeshivot existe un mashguiaj rujaní o ‘consejero espiritual’, quien ayuda a los alumnos con problemas personales, y un meshiv dedicado a responder preguntas académicas.

## Historia

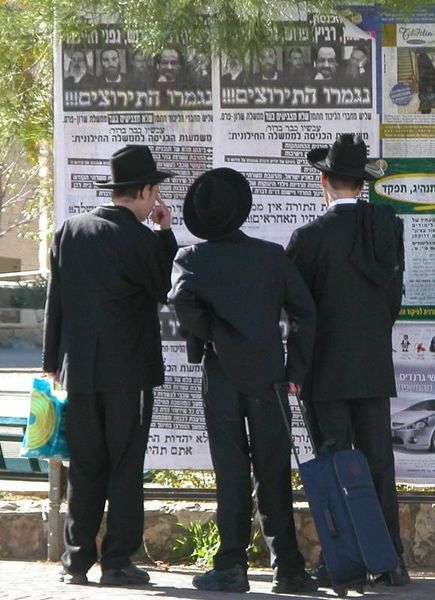
Jóvenes alumnos de una yeshivá en Israel.

En la era de la destrucción del Segundo Templo (primer siglo de la era común) ya existían yeshivot en Eretz Israel, entre ellas las academias de Usha, Tiberíades y Yavne. En esta época surgió Babilonia como un importante centro de yeshivot, incluyendo las yeshivot de Sura, Pumbedita y Nehardea. De estas dos ramas de seminarios surgen las dos ediciones del Talmud, el Talmud de Jerusalén y el Talmud de Babilonia. Más tarde surgirían yeshivot en el norte de África. 
En la Edad Media el auge del estudio del Talmud se centra en Francia y España con muchos seminarios destacando la reconocida yeshivá de Elihossana, en la actual Lucena, en la provincia de Córdoba, España. A partir de la inquisición aparecen yeshivot en la Europa Oriental.
La considerada primera yeshivá moderna fue la Yeshivá de Volozhin (en Bielorrusia), en el siglo XIX. Para principios del siglo XX, entre las principales yeshivot figuraban las academias lituanas de Slabodka, Telshe, Kelm y Ponevezh, así como las academias bielorrusas de Mir, Brisk y Baranovichi y la Yeshivá Jajmei Lublin en Polonia.

## Yeshivot modernas
Después del Holocausto, numerosas yeshivot se trasladaron a Israel, además de las que se fundaron posteriormente. Muchas otras se trasladaron y fundaron en los Estados Unidos o bien en la Europa Occidental. También existen yeshivot en otros países americanos (México, Colombia, Venezuela, Argentina y Brasil) como Jafetz Jaim en Buenos Aires y Ateret Yosef en la Ciudad de México. Existen asimismo yeshivot para hispanohablantes en Israel, entre las cuales se encuentran Aish HaTorah, Binyan Olam, Binyan Av, Hadrat Melej, Yeshivat HaKotel, Majón Meir, Midrash Sefardí, etcétera. Muchas de ellas se destacan por su labor de kiruv, el acercamiento inicial de jóvenes judíos laicos a sus raíces. Actualmente la yeshivá más grande del mundo es Beth Medrash Govoha en Lakewood, Nueva Jersey, EUA. Muchas de las yeshivot europeas se trasladaron a otras partes del mundo: la Yeshivá de Telshe se trasladó a Wickliffe (acerca de Cleveland, Ohio), a Riverdale (en El Bronx, Nueva York) y a Chicago, la Yeshivá de Mir se trasladó a Brooklyn, y a Jerusalén, la Yeshivá de Slabodka se trasladó primero a Hebrón y después a Jerusalén) y la Yeshivá de Ponevezh se trasladó a Bnei Brak y es una de las yeshivot más renombradas. En Europa sobresalen las yeshivot inglesas de Gateshead y Mánchester. En Israel es muy conocida la Yeshivá de Mea Shearim. En Eretz Israel, muchas yeshivot están ligadas al sionismo religioso, y combinan los estudios talmúdicos con el servicio militar en el Tzahal. Estas son llamadas yeshivot hesder.

## Currículum
Comúnmente los estudios se centran en el Talmud babilónico y en sus comentarios. También se estudia el Musar, la filosofía, la ética y la Ley judía. En algunas yeshivot se estudian los  libros de la Biblia hebrea (Tanaj). Asimismo muchas yeshivot avanzadas estudian la Halajá como enfoque central. En algunas yeshivot jasídicas se estudia la Cábala y el jasidismo. El estudio se lleva a cabo siguiendo el método havruta. Estas se complementan con clases impartidas por la facultad, unas lecciones llamadas shiurim, así como pláticas éticas y religiosas conocidas como sijot.

## Midrashot
Hay algunas academias femeninas equivalentes a las yeshivot, con un currículum y un nivel similar, a las quales se las denomina Midrashot (plural de Midrashá). Estas se han vuelto cada vez más aceptadas, principal aunque no exclusivamente, en los campos del judaísmo ortodoxo moderno y el sionismo religioso. Entre las más famosas están Midreshet Lindenbaum, Midreshet HaRova, Michlalah Yerushalayim, Michlelet Mevaseret Yerushalayim y Machon Ora, en Jerusalén.

## Kollelim
Un Kollel es un centro de estudios avanzados de la Torá, en dicho centro los alumnos, después del matrimonio, estudian durante un período de tiempo, estos reciben una beca que les permite dedicarse a estudiar la Torá, el Talmud de Babilonia y la literatura rabínica a tiempo completo, enseñar o escribir en publicaciones. El Rosh Kollel es el director del Kollel y asegura su correcto funcionamiento.